# يوم الموتى
يوم الموتى (بالإسبانية:  Día de Muertos)‏ هو مناسبة مكسيكية ذات شهرة واسعة. يوافق الاحتفال به يومي الأول والثاني من شهر تشرين الثاني (نوفمبر)، حيث يتذكر المكسيكيون أسلافهم وأقاربهم الذين فارقوا الحياة. وهناك بعضا من الدول اللاتينية وأمريكا والفلبين يحتفلون بهذه المناسبة ولكن بنسبة أقل.

## أصل الاحتفال
ترجع جذور يوم الموتى إلى حضارات أمريكا الوسطى والجنوبية وبخاصة حضارات الأزتيك، الناهوا، والمايا، وبيروبتشاس، حيث الطقوس بالاحتفال بحياة الأسلاف بالاحتفاظ بجماجم الموتى وإبرازها في يوم الأموات لتمثل الموت نفسه وكذلك الولادة، وذلك قبل قرابة 3 آلاف عام. وفي الحقبة قبل الإسبانية، ارتبطت تلك الطقوس بالموت والبعث، ولذا فإن تلك الاحتفاليات تم توجيها إلى الأطفال وإلى حياة الأقارب المتوفيين. ومع وصول الغزاه الإسبان في القرن الخامس عشر، تم إدراج عناصر من التقاليد المسيحية المتعلقة بالاحتفاليات الكاثولوكية لعيد القديسسين وكافة النفوس، مؤديا إلى توافقها مع الثقاقة المكسيكية الشعبية.

## طرق الاحتفال
يعتقد المحتفلون أن أرواح الأطفال الموتى ترجع إلى الأرض في اليوم الأول من شهر تشرين الثاني (نوفمبر)و في اليوم الثاني يكون الدور على أرواح البالغين حيث تهبط الأرواح إلى الأرض. خلال السنة يستعد الناس بالإحتفال بهذا اليوم من خلال جمع القرابين التي سوف تقدم خلال المهرجان.
مع اقتراب يوم الاحتفال يبدأ الناس بتنظيف قبور العائلة والأحبة وتزيينها بمختلف أنواع الزينة الملونة. فيما تقوم بعض العائلات الغنية بوضع الشمعدان المزين بالمنزل. في يوم الاحتفال تذهب جموع المحتفلين إلى المقابر للاحتفال والغناء وتقديم القرابين والتي هي عبارة عن الأطعمة المفضلة للمتوفين وكذلك الشراب المفضل. بعد الانتهاء من الزيارة يأكل المحتفلون الأطعمة التي قدموها كقرابين لاعتقادهم أن أرواح الموتى قد التهمت القيمة الروحية للطعام وماتبقى هو عبارة عن طعام قد فقد قيمته الغذائية. وبهذا يتم تذكر الموتى في جو من المرح، بدلا من الشعور بالخوف من احتمالية وصول الأرواح الشريرة، حيث تكرم أسرة المتوفي ذكراه في جو من الاسترخاء حيث الاستماع إلى الموسيقى وتناول الطعام كعناصر للتمتع والاحترام.
البعض يقوم بكتابة ال(calaveras) وهي عبارة عن قصائد قصيرة مهداه للمتوفين. وتقوم العديد من الصحف اليومية بنشر هذه القصائد التي عادة ماتكون قد كُتبت من قبل مشاهير مصاحبة مع رسوم كاريكاترية عن الهياكل العظمية والأرواح. تعتبر الجماجم من أهم شعارات المهرجان.

### الجماجم بالسكر
هي الجماجم التي تقدم في تلك الأيام، حيث يكتب على جباهها اسم المتوفى (وأحيانا أسماء لبعض الأشخاص الأحياء) بطريقة لا تخلو من المزاح المقبول والذي لا يهدف إلى الإساءة إلى الشخص المذكور، ولكن دون تملقه أيضا. هكذا فإن خبز المتوفى هو خبز محلي اعتاد خبزه على شكل جمجمة، مزينة بأشكال مصنوعة من الخبز على هيئة عظام مع رشه بالسكر.

## معرض الصور

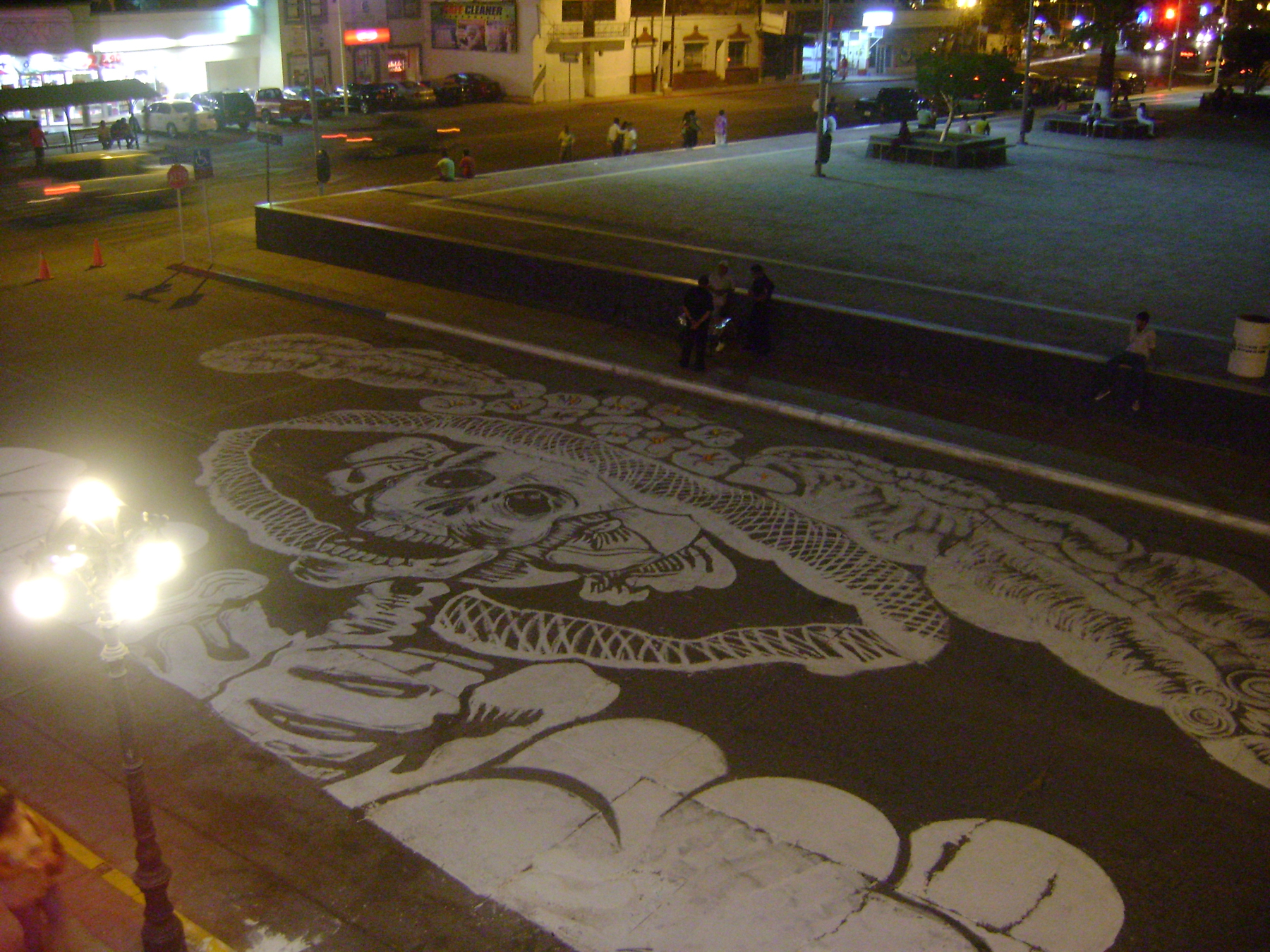
اللوحة "لا كاترينا" على واحدة من شوارع جويماس بالمكسيك.
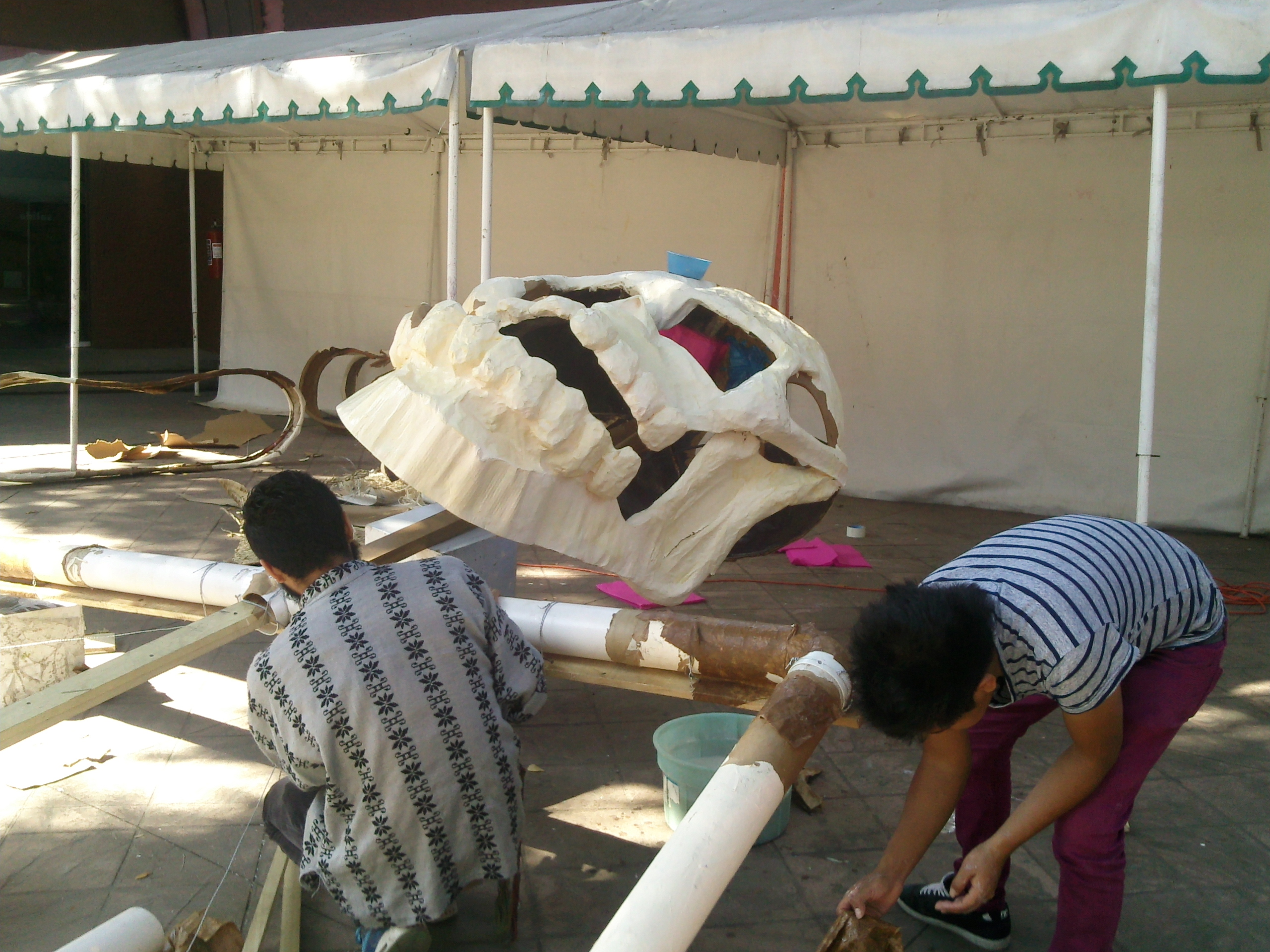
تطوير الجمجمة العملاقة لاحتفالية يوم الموتى في المتحف الوطني للثقافة الشعبية بكويوكان بمكسيكو سيتي.
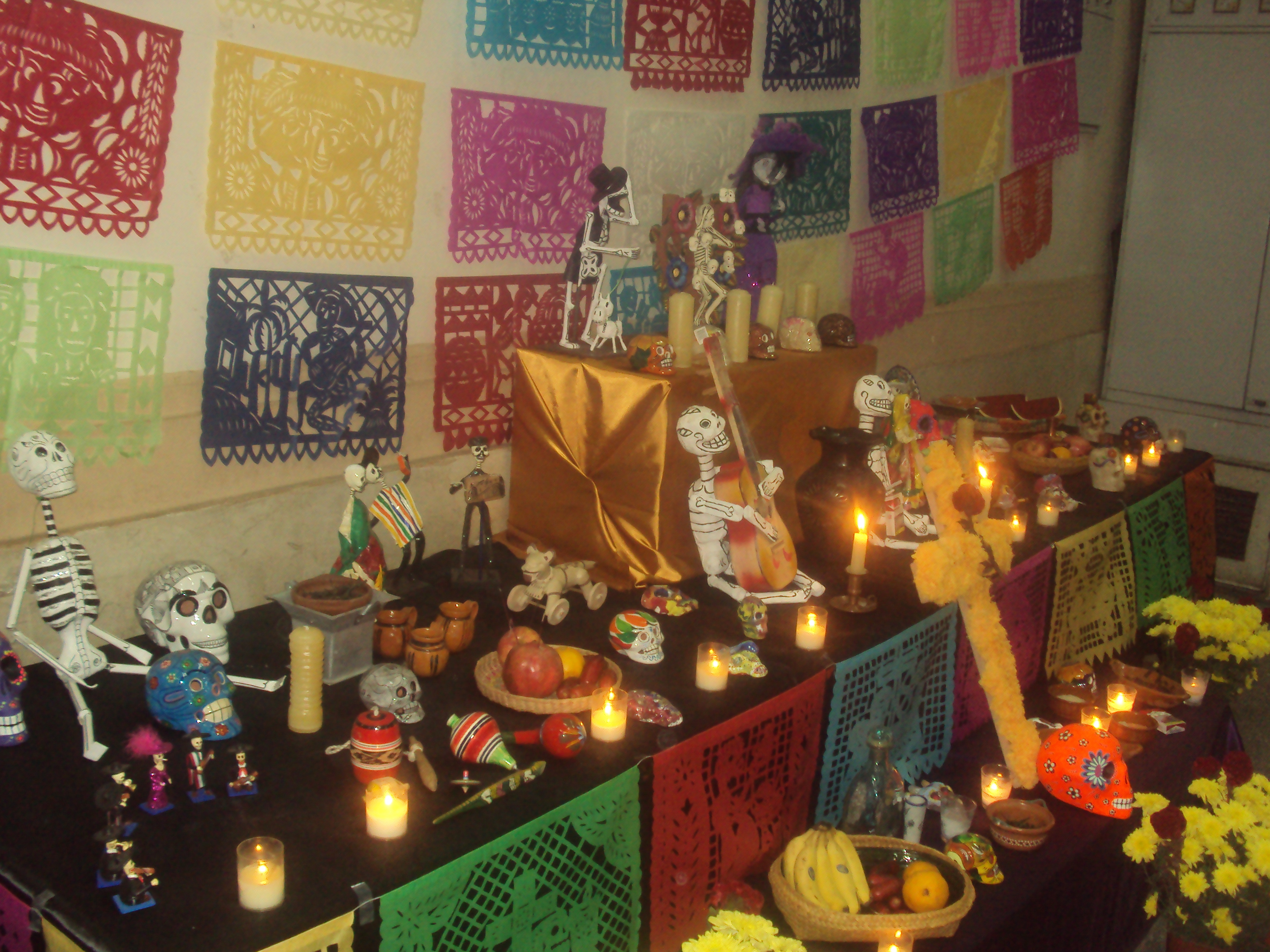
مذبح يوم الموتى بشكل آخر.
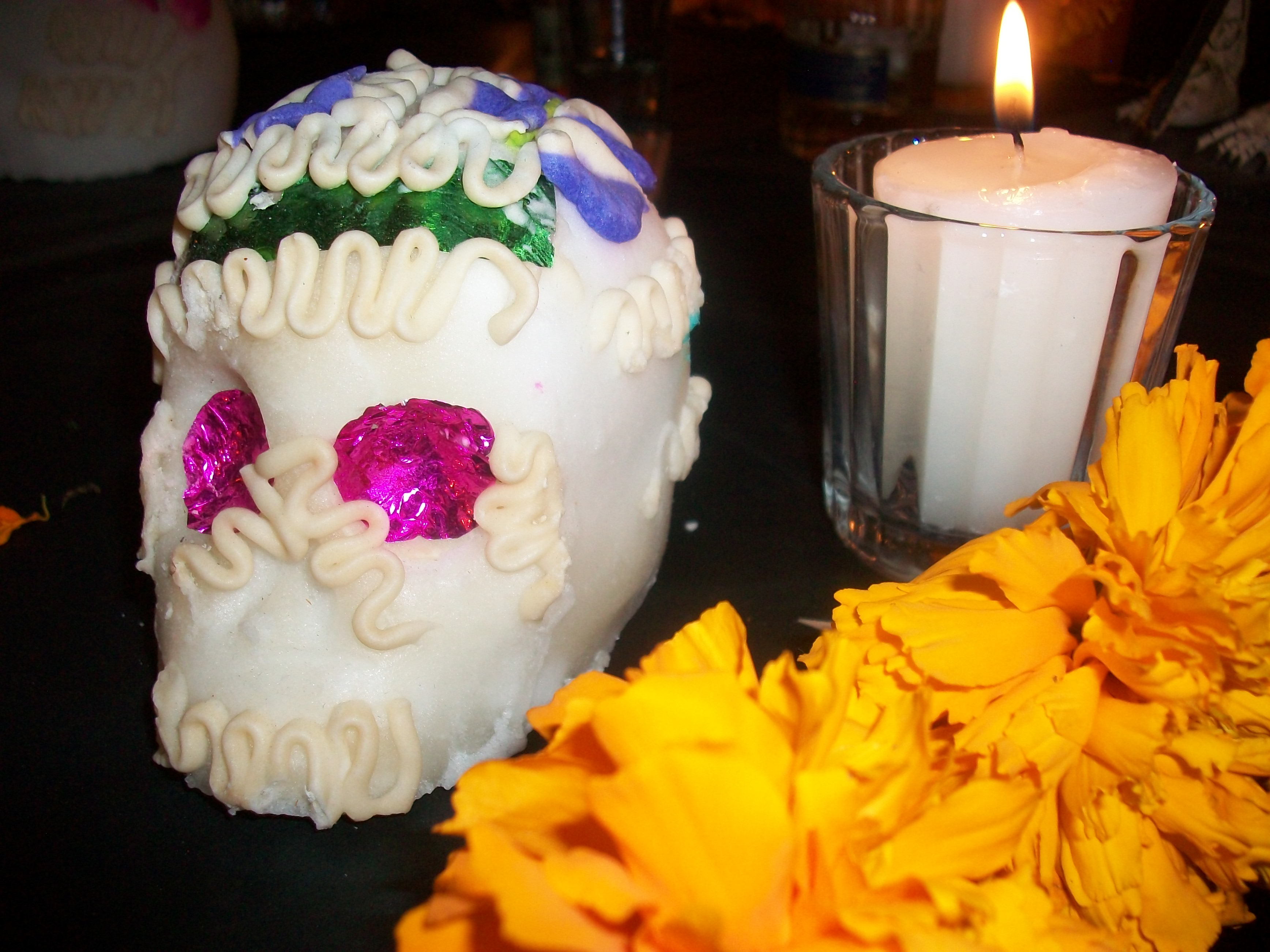
جماجم بالسكر بجانب زهرة مخملية قائمة وشمعة.
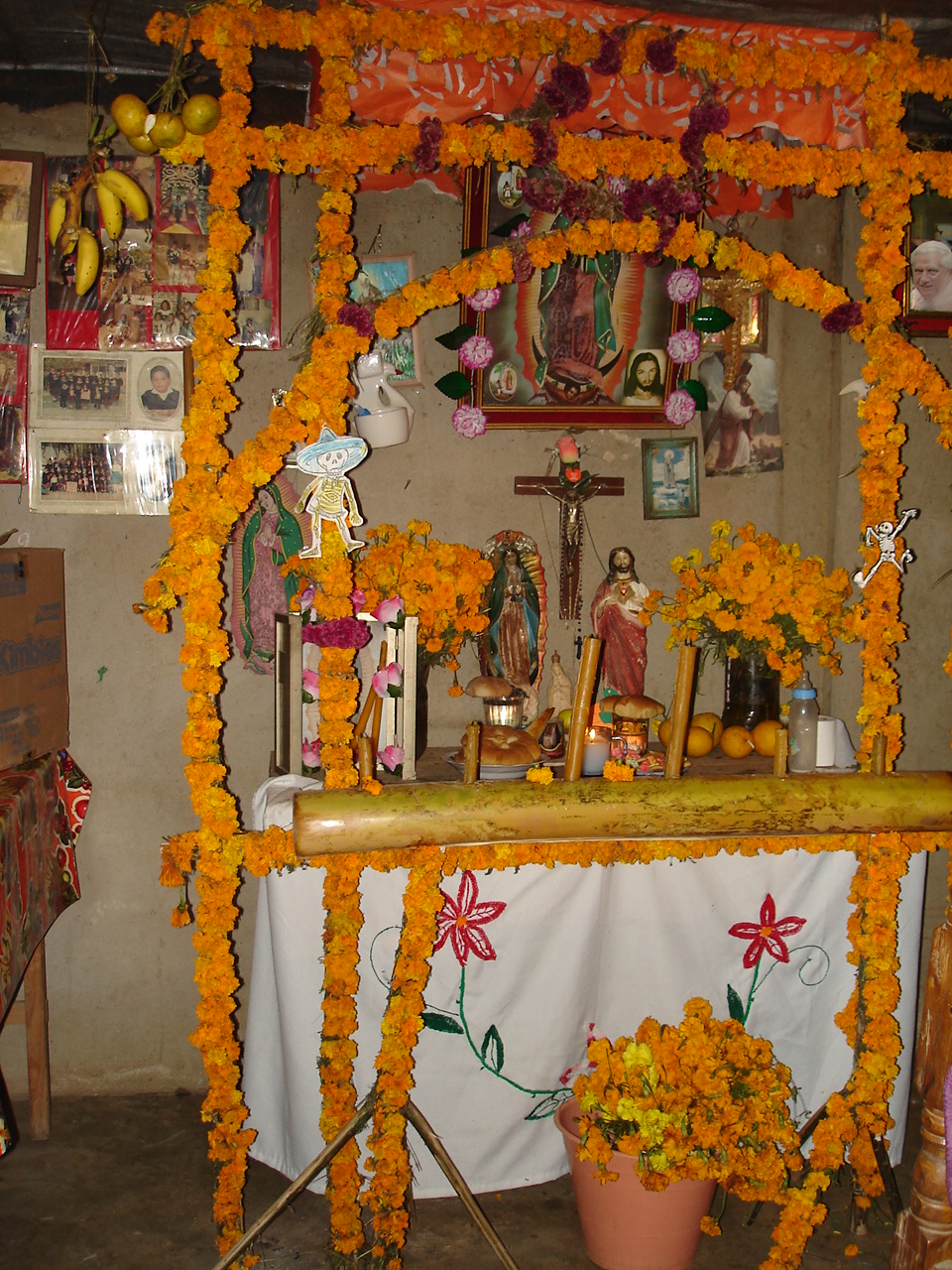
المذبح التقليدي في يوم الموتى.
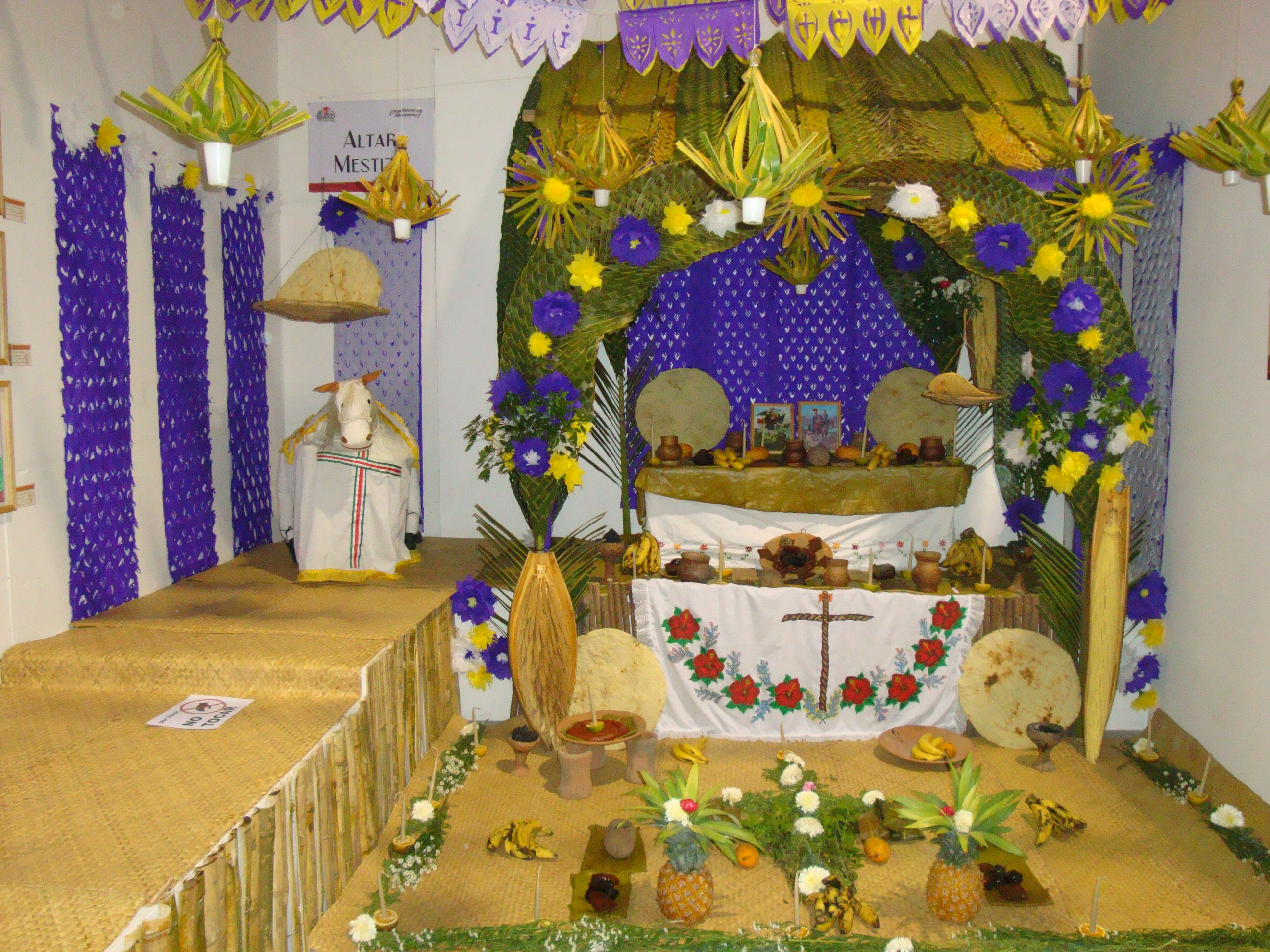
مذبح سكان المايا الأصلين بولاية تاباسكو في المكسيك.
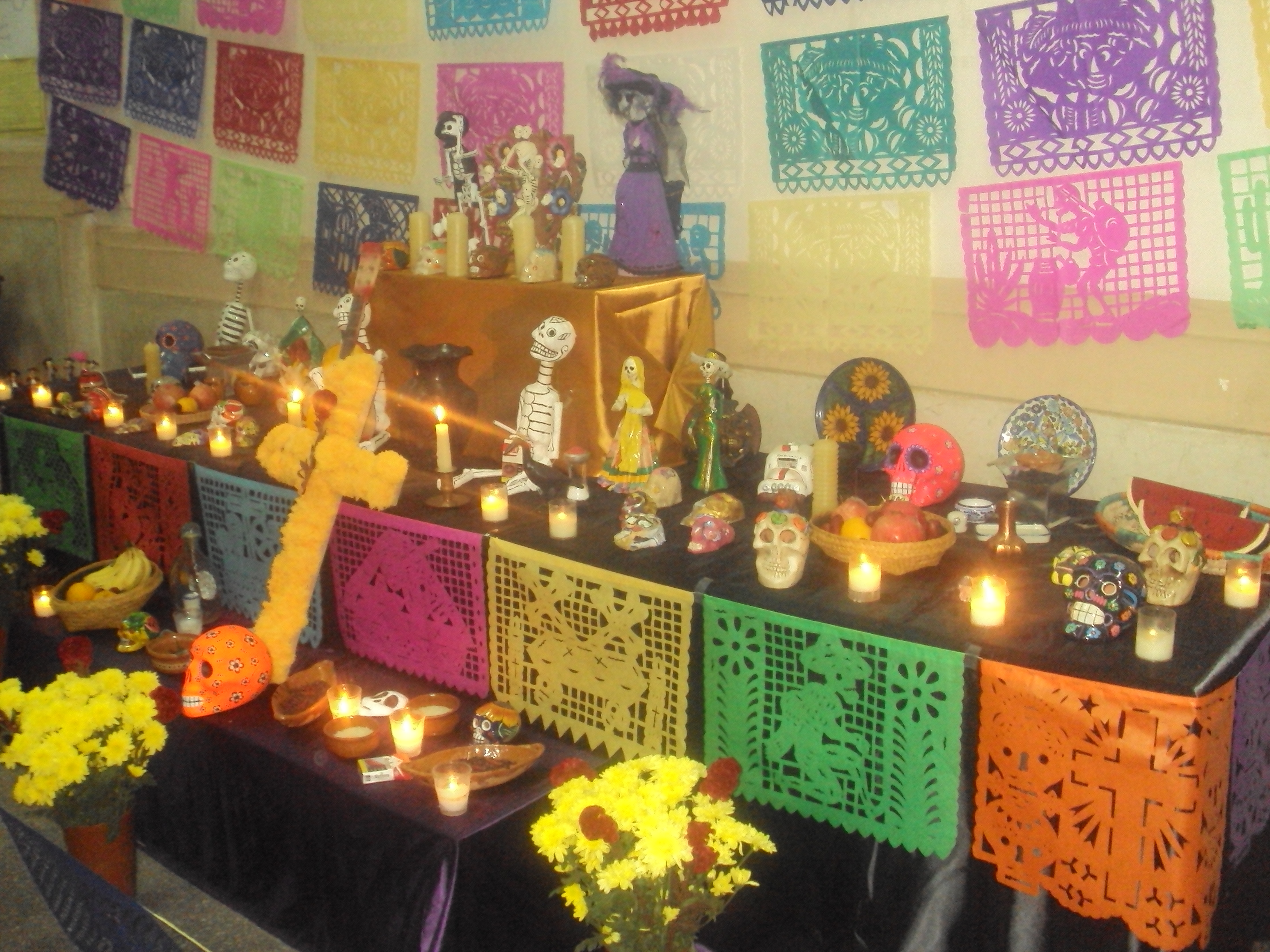
احتفالية يوم الموتى بالمكسيك.
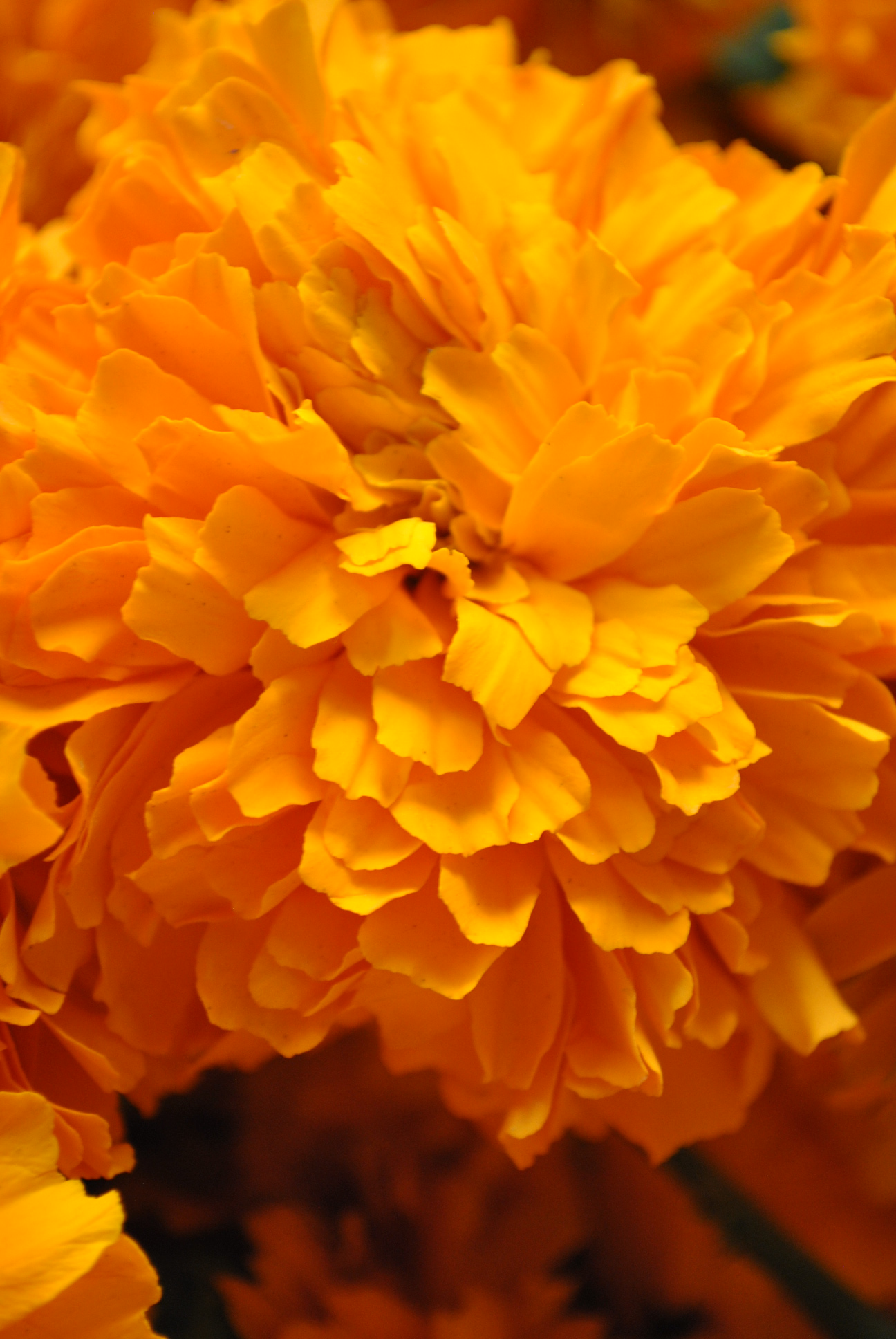
الزهرة المخملية القائمة
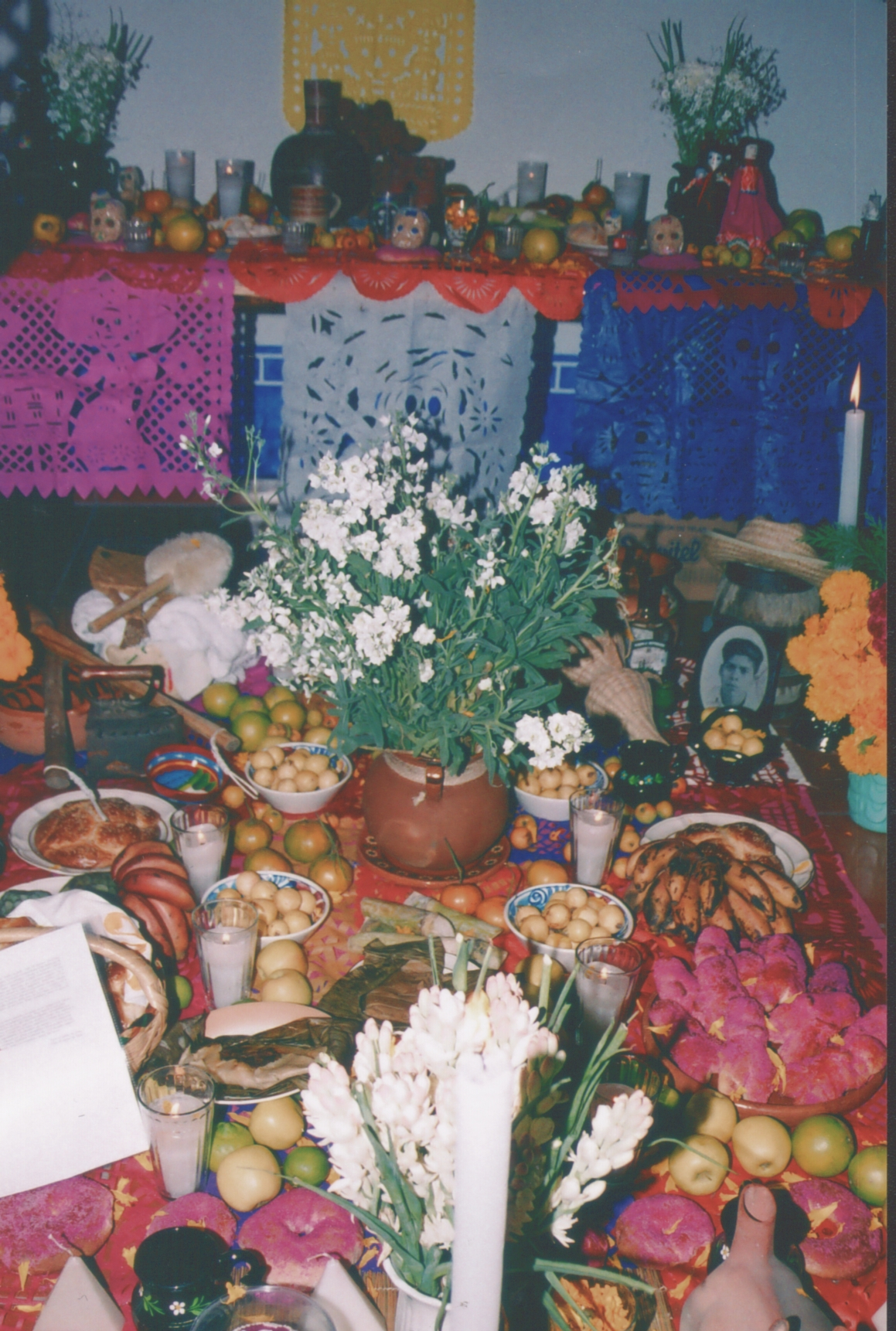
الطعام منقسم إلى جزئين (جزء مخصص للبالغين المتوفين على الأرض والآخر للأطفال المتوفين على الطاولة)
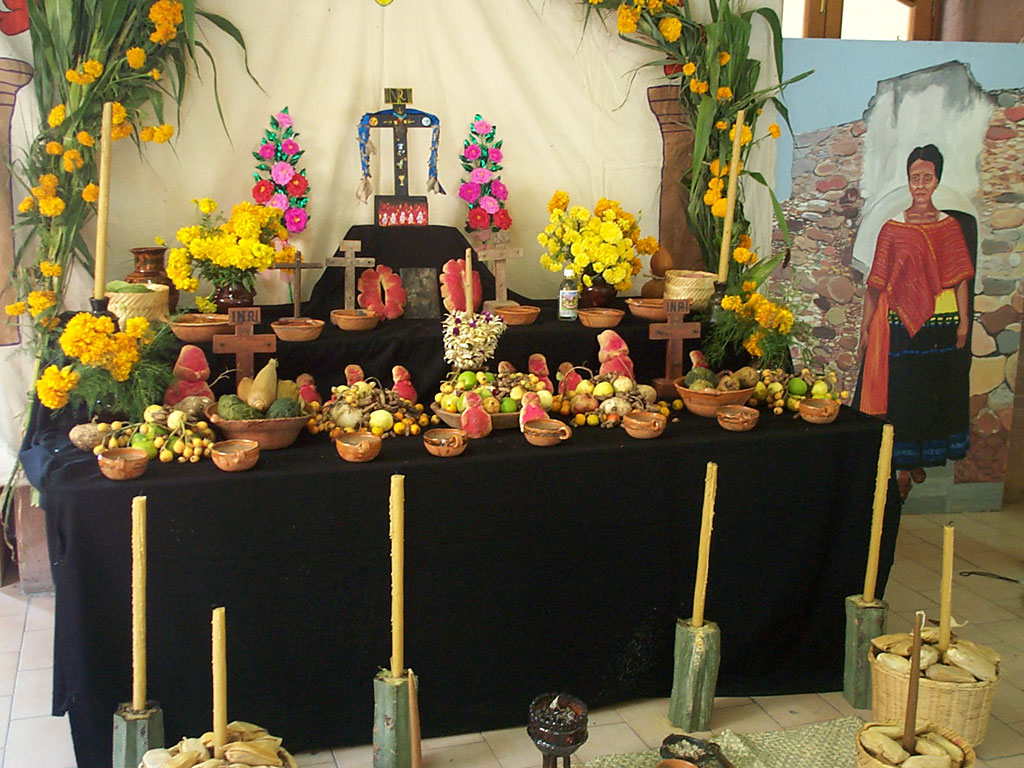
مذبح يوم الموتى.
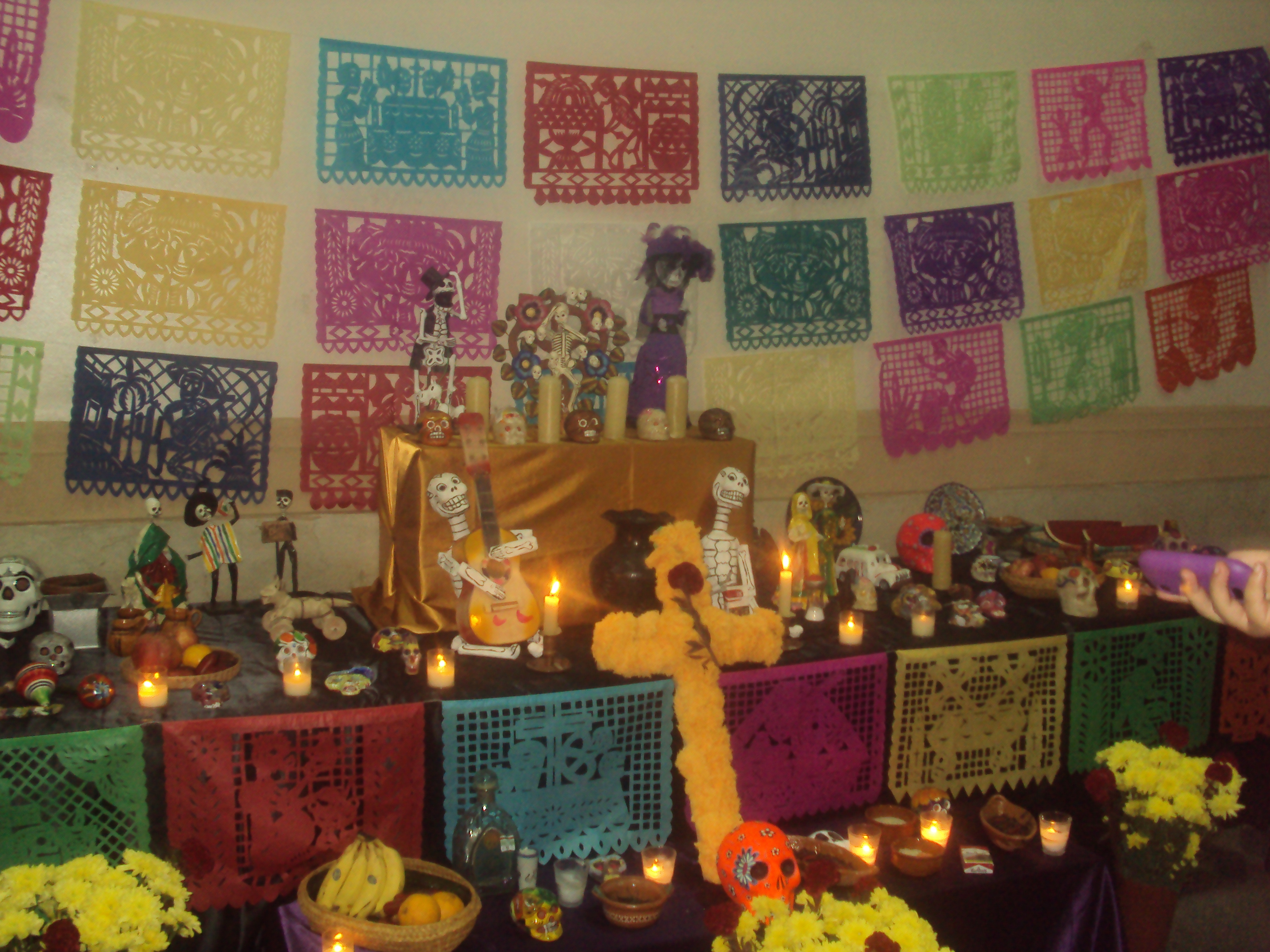
يوم الموتى بشكله العصري في مصر.